# GYSEV
GYSEV (Győr–Sopron–Ebenfurti Vasút Zrt.) este o societate feroviară de transport călători din Ungaria și Austria.

## Legături externe

Sopron